# Lucky Luke (jeu vidéo, 1997)
Cet article concerne le jeu sur PC et Super Nintendo, ainsi que son adaptation sur Game Boy Advance. Pour le jeu sur Game Boy et Game Boy Color, voir Lucky Luke (jeu vidéo, 1996). Pour le jeu sur Playstation, voir Lucky Luke : Sur la Piste des Dalton.
Pour les articles homonymes, voir Lucky Luke (homonymie).
Lucky Luke est un jeu vidéo de plates-formes et d'action développé et édité par Infogrames en 1997 sur Super Nintendo et sur Windows/DOS,. C'est une adaptation de la série de bande dessinée Lucky Luke.
Le jeu est adapté sur Game Boy Advance sous le nom Lucky Luke: Wanted en 2001, avec des modifications (notamment l'ajout de niveaux bonus).
Le jeu a en outre inspiré Lucky Luke : Sur la Piste des Dalton, sorti en 1998, dont les graphismes sont pour sa part en 3D.